# Papalotepec
Papalotepec är en ort i Mexiko.   Den ligger i kommunen Eduardo Neri och delstaten Guerrero, i den södra delen av landet, 190 km söder om huvudstaden Mexico City. Papalotepec ligger 1 166 meter över havet och antalet invånare är 414.
Terrängen runt Papalotepec är huvudsakligen kuperad, men västerut är den bergig. Runt Papalotepec är det ganska glesbefolkat, med 42 invånare per kvadratkilometer. Närmaste större samhälle är Chichihualco, 12,3 km sydväst om Papalotepec. I omgivningarna runt Papalotepec växer huvudsakligen savannskog.